# Polijodki
Polijodki, wielojodki – związki chemiczne typu soli zawierające aniony zbudowane z trzech lub więcej atomów jodu. Najczęściej spotykane są trójjodki (trijodki) o wzorze ogólnym MI
3 (gdzie M to kation jednowartościowy), rzadsze są cztero- i pięciojodki (odpowiednio M
2I
4 i MI
5), a największym znanym anionem polijodkowym jest I3−
29. Powstają w reakcji jodu z jodkami, np.:
I−
 + I
2 → I−
3

## Historia
Pierwszym opisanym polijodkiem był trójjodek strychniny otrzymany w 1819 przez Pelletiera i Caventou, kilka lat po odkryciu jodu (1811). W 1830 polijodki wprowadzone zostały jako odtrutka na strychninę używaną wówczas w Paryżu do uśmiercania bezpańskich psów. W roku 1833 ustalona została struktura trójjodku amonu, NH
4I
3.

## Budowa i właściwości

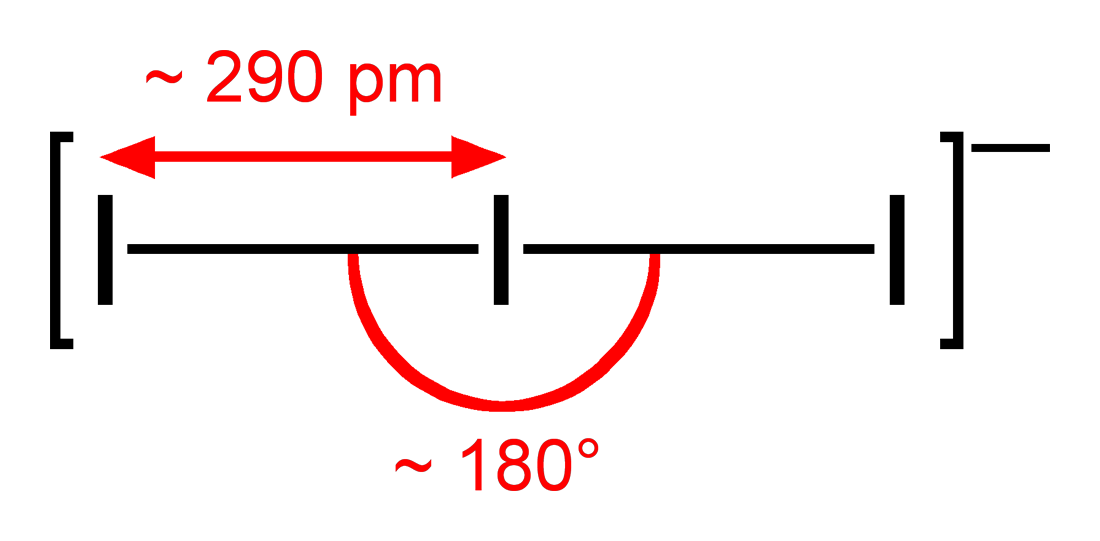
Budowa anionu trójjodkowego

Polijodki mogą występować w bardzo zróżnicowanych strukturach przestrzennych, które dla większych jonów mogą przybierać formę łańcuchów prostych lub rozgałęzionych, a także trójwymiarowej sieci. Wolny anion trójjodkowy I−
3 ma budowę liniową i równe długości wiązań, w związkach długość wiązań może jednak się różnić (parametry jonu I
a−I
b−I
c):
| związek | I a−I b (pm) | I b−I c (pm) | kąt (°) |
| ------- | ------------ | ------------ | ------- |
| TlI 3   | 306,3        | 282,6        | 177,9   |
| RbI 3   | 305,1        | 283,3        | 178,11  |
| CsI 3   | 303,8        | 284,2        | 178,00  |
| NH 4Is  | 311,4        | 279,7        | 178,55  |

Czterojodek I2−
4 jest także liniowy, natomiast pięciojodek I−
5 ma kształt litery V, a siedmiojodek I−
7 kształt piramidy. Budowę wielu polijodków można znaleźć w bazie danych Cambridge Structural Database.
Polijodki otrzymuje się zazwyczaj przez zmieszanie roztworów jodu i jodku w odpowiednich proporcjach i środowisku. Jednostki budowlane polijodków to jod (kwas Lewisa) i jodek (zasada Lewisa):
mI
2 + nI−
 → I
m+nn-

(m i n – liczby naturalne; m > 0, n = 1 – 4)
Stabilność jonów polijodkowych maleje wraz z ich wielkością, przy czym duże polijodki są trwalsze, jeśli mają wysoką symetrię. W roztworach wodnych stabilny jest wyłącznie I−
3, wyższe polijodki wymagają środowiska kwaśnego. Stabilność polijodków silnie wzrasta w roztworach niewodnych. Polijodki są dobrze rozpuszczalne w wielu rozpuszczalnikach organicznych.